# Jeremy (песня Mumm-Ra)
«Jeremy» — песня британской инди-рок-группы Mumm-Ra, выпущенная 20 сентября 2013 года как интернет-сингл к её мини-альбому Back to the Shore.
Впервые песня была исполнена группой Mumm-Ra 19 августа 2007 года на британском фестивале The V. Будучи новой на тот момент композицией, «Jeremy» изначально не получила студийной записи из-за внезапного распада Mumm-Ra в 2008 году. После возвращения Mumm-Ra по прошествии почти пяти лет «Jeremy» была записана для нового мини-альбома группы, Back to the Shore. Примечательно, что когда группа ещё до своего распада исполняла песню на другом концерте 2007 года, фронтмен Джеймс Нью сказал публике: «Оставим эту песню где-то до 2013 года».

## Отзывы и критика
Сайт Crack in the Road назвал свежезаписанную после возвращения Mumm-Ra песню «Jeremy» «кусочком танцевальной, ничем не ограниченной поп-музыки». По словам лондонского обозревателя независимой музыки Dots & Dashes, песня возвращает творчество Mumm-Ra к её корням, до распада, и одновременно демонстрирует музыкальный прогресс группы.
Названная «Jeremy», она сметает пыль с искрометных характерных черт былого времени и, безусловно, доводит их до совершенства, объединяя искрящиеся гитарные партии с прочными басовыми переплетениями и цепляющим визгом Джеймса «Ну» Нью. В этой звуковой мешанине отчётливо виден признак прогресса: опережающая вокальная гармония, что напоминает о щетинистых американских Local Natives, свежий переработанный звук и уносящие за собой риффы, которые нарезают круги на словах «the end of the road».Dots & Dashes